# Feel Like Shit
«Feel Like Shit» (стилизовано под строчные буквы) — песня канадской певицы Тейт Макрей, вышедшая 11 ноября 2021 года на лейбле RCA Records в качестве лид-сингла из её дебютного студийного альбома I Used to Think I Could Fly (2022). Песня была спродюсирована Расселом Челлом и Джаспером Харрисом, а написана МакРей, Джейкобом Кашером, Расселом Челлом и Викторией Заро.

## Отзывы
Песня получила положительные отзывы от критиков, которые высоко оценили текст и вокальное исполнение. Микаэль Мело, написавший для ET Canada, назвал песню и клип лучшей работой Макрей на сегодняшний день, отметив, что песня демонстрирует «зрелый и талантливый голос МакРей», а клип добавляет «невероятный слой к этой песне, с невероятным рассказом и хореографией, провоцирующей мысли». Лариша Пол из The Fader отметила, что "Макрей погружается в трек как Алиса в стране чудес, ослабляя бдительность, чтобы открыть двери для этой незамысловатой и сырой подачи на протяжении всей песни. Сэм Мерфи из музыкального журнала The Interns назвал Макрей «темной принцессой поп-музыки», отметив, что она отточила формулу настроения, и песня попадает именно туда, куда нужно. Каролин Дрок из Uproxx описала песню как «серьезную сольную мелодию о взлетах и падениях отношений». Элиза Шафер из Variety заявила, что песня «сырая и уязвимая, с мощным голосом Макрей, парящим над инструменталом, который возглавляют ударные и клавиши».

## Музыкальное видео
В пресс-релизе к песне клип был описан как самое хореографическое видео Макрей на сегодняшний день. В клипе Макрей исполняет напряженный и эмоциональный современный номер вместе с актером и танцором Мейсоном Катлером, оба изображают облсуживающий персонал в ресторане. Хореография изображает эмоциональную суматоху разбитого сердца, показывая, как Макрей и Катлера постоянно тянет друг к другу в кажущихся нестабильными отношениях, несмотря на их попытки отпустить. Эллиз Шафер из Variety отметила, что «толкание и притяжение хореографии вполне соответствует посылу песни о том, что нужно отпустить любимого человека, пока ты к этому не готов» Пока Макрей и Катлер танцуют по ресторану, видео достигает кульминации, когда Катлер начинает разбивать тарелки, а пара продолжает танцевать переплетенные движения над разбитой керамикой. Видео заканчивается тем, что Катлер наконец уходит, оставляя МакРей сгорбленной в эмоциональном расстройстве. Макрей сказала о клипе: «Это первый раз, когда я полностью танцую в своем собственном музыкальном видео, поэтому я чувствую, что действительно смогла рассказать историю о последствиях разрыва через то, что я знаю лучше всего — движение».

## Чарты
| Чарт (2021—22)                                 | Высшая позиция |
| ---------------------------------------------- | -------------- |
| Австралия (ARIA)                               | 54             |
| Канада (Billboard Canadian Hot 100)            | 35             |
| Канада (Billboard CHR/Top 40)                  | 27             |
| Канада (Billboard Hot AC)                      | 21             |
| Мир (Billboard Global 200)                     | 105            |
| Ирландия (IRMA)                                | 29             |
| Нидерланды (Single Top 100)                    | 70             |
| Новая Зеландия (RMNZ)                          | 11             |
| Норвегия (VG-lista)                            | 21             |
| Португалия (AFP)                               | 176            |
| Швеция (Sverigetopplistan)                     | 90             |
| Швейцария (Schweizer Hitparade)                | 72             |
| Великобритания (UK Singles Chart)              | 52             |
| США (Billboard Bubbling Under Hot 100 Singles) | 8              |

## Сертификации
| Регион                                                                      | Сертификация | Продажи |
| --------------------------------------------------------------------------- | ------------ | ------- |
| Бразилия (ABPD)                                                             | Золотой      | 20 000  |
| Канада (Music Canada)                                                       | Платиновый   | 80 000  |
| Дания (IFPI Danmark)                                                        | Золотой      | 45 000  |
| Новая Зеландия (RMNZ)                                                       | Золотой      | 15 000  |
| Великобритания (BPI)                                                        | Серебряный   | 200 000 |
| США (RIAA)                                                                  | Золотой      | 500 000 |
| Данные о продажах + прослушиваниях приведены только на основе сертификации. |              |         |